# Fjarðabyggð
Fjarðabyggð est une municipalité de l'est de l'Islande dont le chef-lieu est la ville de Fáskrúðsfjörður.

## Histoire
La municipalité, située à l'est du pays dans l'Austurland a été créée le 7 juin 1998 lors de la fusion de Neskaupstaður, Eskifjarðarkaupstaður et Reyðarfjarðarhreppur.
Il a été décidé le 8 octobre 2005 de fusionner les communes de Fjarðabyggð, Mjóafjarðarhreppur, Austurbyggð et Fáskrúðsfjarðarhreppur en une nouvelle municipalité du nom de Fjarðabyggð. Cette décision a pris effet le 9 juin 2006.

## Jumelages
La ville de Fjarðabyggð est jumelée avec :
- Esbjerg (Danemark)
- Eskilstuna (Suède)
- Jyväskylä (Finlande) depuis 1958
- Stavanger (Norvège)
- Sandavágur (Îles Féroé)
- Gravelines (France) depuis 1990
- Maniitsoq (Groenland)